# Peter Wimsey e il cadavere sconosciuto
Peter Wimsey e il cadavere sconosciuto (titolo originale Whose Body?) è un romanzo poliziesco del 1923 della scrittrice britannica Dorothy L. Sayers, primo della serie di romanzi in cui indaga Lord Peter Wimsey.

## Trama
La duchessa di Denver, madre di Lord Peter Wimsey, telefona al figlio per riferirgli una notizia incredibile: il signor Thipps, un architetto impegnato in alcuni lavori in una chiesa locale, in mattinata ha scoperto un cadavere nella vasca da bagno del suo appartamento di Londra. Il cadavere sconosciuto non aveva nulla indosso, eccetto un paio di occhiali pince-nez.
L'ufficiale di polizia incaricato del caso, l'ispettore Sugg, sembra far ricadere i suoi sospetti su Thipps e la sua cameriera. 
Lord Peter, figlio cadetto del duca di Denver e grande appassionato di delitti, decide di rinunciare al suo impegno della mattina, un'asta di libri antichi, e si reca direttamente all'appartamento di Thipps, dove può esaminare indisturbato il luogo del delitto ed il cadavere, appartenente ad un uomo cinquantenne corpulento e raffinato.
La polizia si sta occupando anche di un'altra vicenda, affidata all'ispettore Parker, amico di lord Peter: Sir Reuben Levy, un importante finanziere, è scomparso, apparentemente senza lasciare tracce, dopo aver trascorso la notte nella sua camera da letto.

## Edizioni italiane
- Peter Wimsey e il cadavere sconosciuto, traduzione di Grazia Maria Griffini, I Classici del Giallo Mondadori n.500, Milano, Arnoldo Mondadori Editore, 25 marzo 1986. - I Classici del Giallo Mondadori n.1033, Mondadori, 28 ottobre 2004.
- Di chi è il corpo?, traduzione di Sonia Cosio, Collana Il giallo stellato, Il Cielo Stellato, 2021, ISBN 978-88-312-9111-8.
- Cadavere senza nome, Collana I bassotti, Milano, Polillo Editore, 2023, ISBN 978-88-815-4700-5.